# St. Clair West (Toronto Subway)

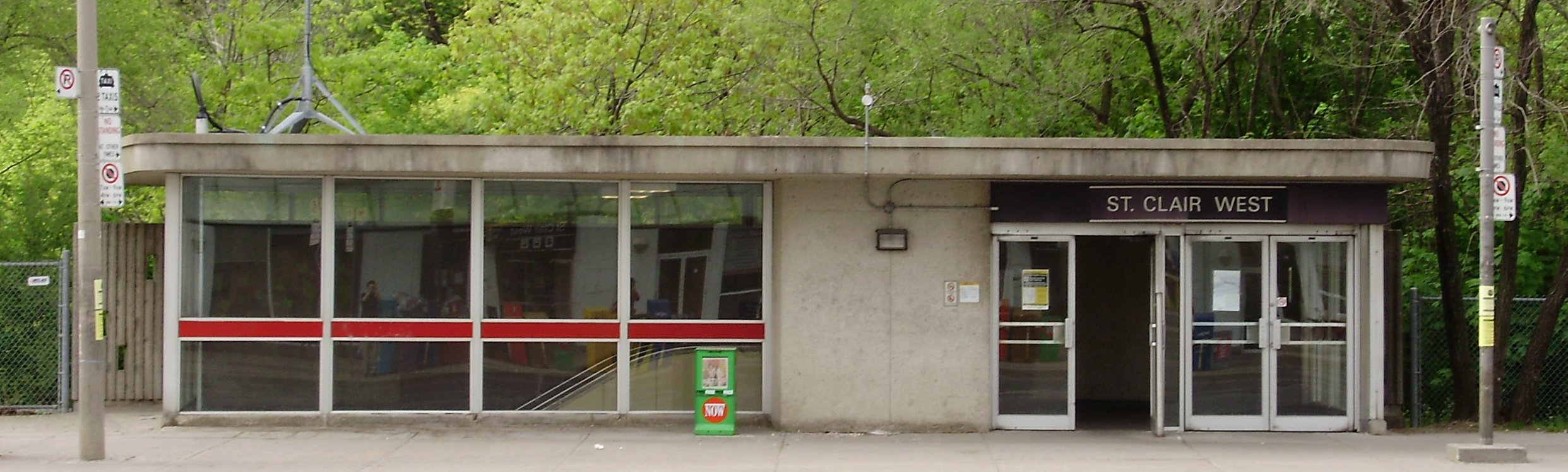
Eingang zur Station St. Clair West

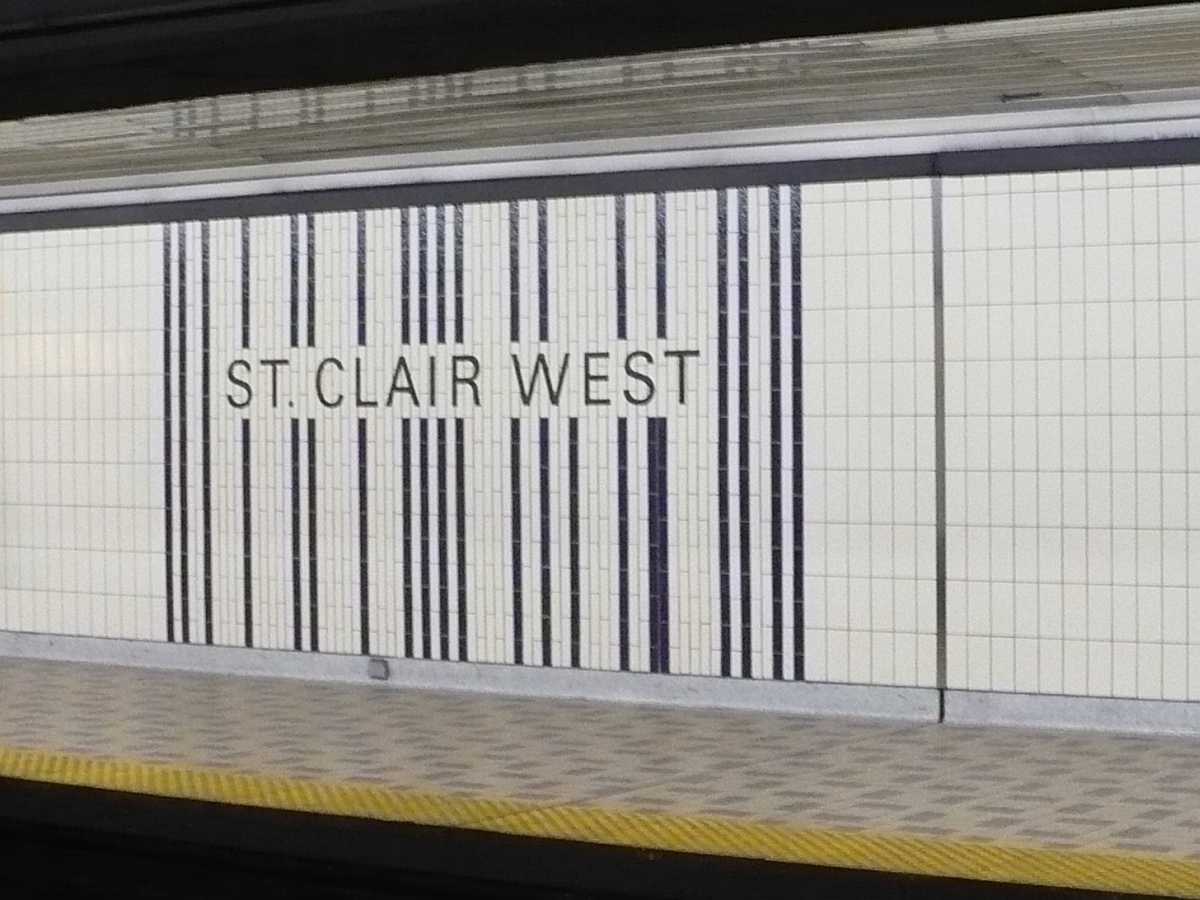
„Strichcode“-Fliesen

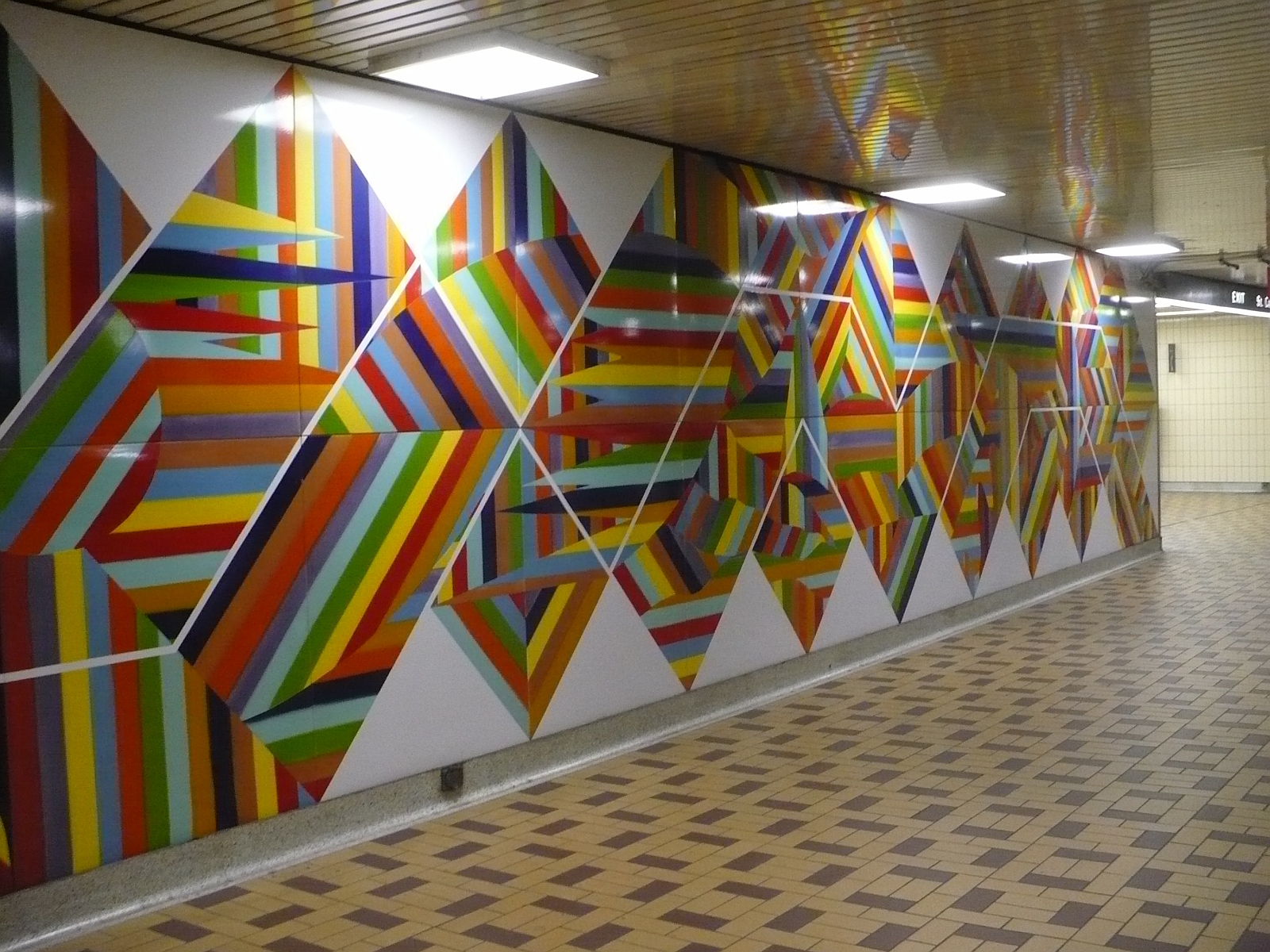
Ausschnitt des Wandbils Tempo

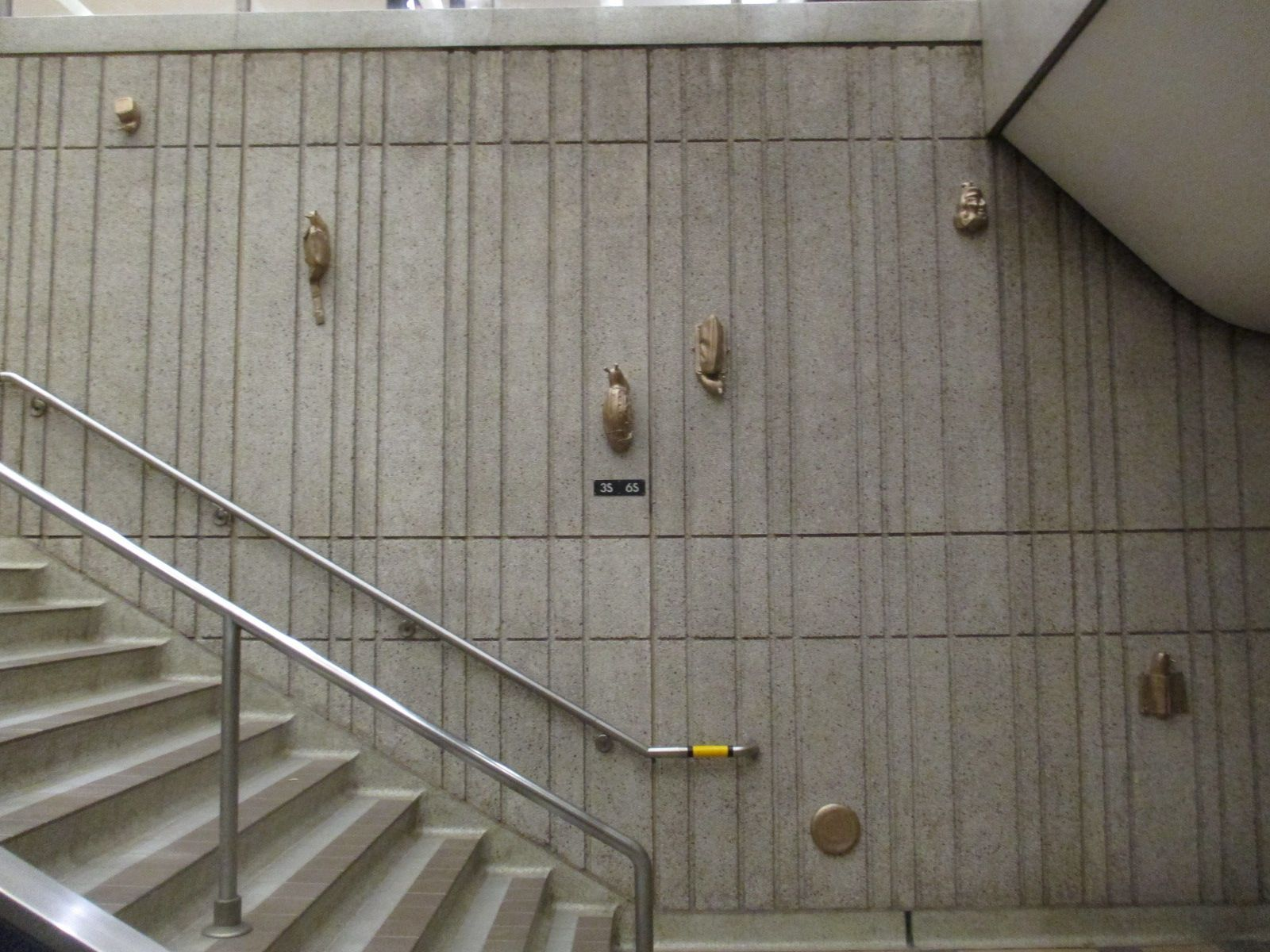
The Commuters

St. Clair West ist eine unterirdische U-Bahn-Station in Toronto. Sie liegt an der Yonge-University-Linie der Toronto Subway, an der St. Clair Avenue zwischen Bathurst Street und Tweedsmuir Avenue. Die Station wird täglich von durchschnittlich 27.980 Fahrgästen genutzt (2018). In der Nähe befinden sich das Casa Loma und das Spadina House.

## Station
Die Station liegt am oberen Ende der Schlucht Nordheimer Ravine. Unmittelbar darüber befindet sich der Sportplatz einer Privatschule. Während der Nordeingang direkt auf die St. Clair Avenue führt, ist der Südeingang in einen Supermarkt integriert. Es bestehen Umsteigemöglichkeiten zu drei Buslinien der Toronto Transit Commission (TTC) und zur Straßenbahnlinie 512, die im Stationsbereich unterirdisch verläuft.
St. Clair ist neben Wilson eine von zwei Stationen an der Yonge-University-Linie, die von den unternehmenseigenen Architekten der TTC gestaltet wurde. Sie präsentiert sich farbenfroh und besitzt eine breite Auswahl an künstlerischen Details, beispielsweise Keramikfliesen und bildhauerisch bearbeitete Betonoberflächen. Hinterleuchtete orangefarbene Paneele und ein abstraktes Fliesenmuster, das an einen Strichcode erinnert, unterscheiden diese Station von anderen. Das abstrakte Email-Wandbild Tempo von Gordon Rayner schmückt die Verteilerebene. Ein weiteres Kunstwerk, The Commuters von Rhonda Weppler und Trevor Mahovsky, wurde während der Renovationsarbeiten 2016/17 installiert. Es besteht aus Bronze-Schnecken von etwa 50 cm Länge, die an der Wand eines Treppenaufgangs zu kleben scheinen. Die Künstler ließen sich dabei von Pierre Bertons Kinderbuch The Secret World of Og inspirieren.

## Geschichte
An dieser Stelle sollte die U-Bahn-Station ursprünglich im Mittelstreifen der geplanten Stadtautobahn Spadina Expressway zu liegen kommen, die durch die Nordheimer Ravine verlaufen sollte. Nach Protesten von Anwohnern beschloss die Regierung der Provinz Ontario im Jahr 1971, südlich der damaligen Stadtgrenze (unweit der Station Eglinton West) nur noch den Bau der Subway zu fördern und die Schnellstraße nicht wie geplant bis zum Stadtzentrum zu vollenden. Der Wegfall der Stadtautobahn hatte zur Folge, dass die Subway-Strecke in einem Tunnel errichtet wurde. Die Eröffnung des Abschnitts zwischen St. George und Wilson erfolgte am 28. Januar 1978.
Die 1913 eröffnete Straßenbahn entlang der St. Clair Avenue überquerte im Bereich der heutigen U-Bahn-Station die Nordheimer Ravine mittels einer Brücke. Um bessere Umsteigebedingungen zu schaffen, ließ die Stadt Toronto die Strecke auf einer Länge von rund 200 Metern in einen Tunnel verlegen, der zusammen mit einer unterirdischen Wendeschleife am selben Tag wie die Subway in Betrieb ging.